# Wszystkie nasze strachy
Wszystkie nasze strachy (polnisch für „Alle unsere Ängste“; internationale Titel: Fears, All Our Fears) ist ein Film von Łukasz Gutt und Łukasz Ronduda, der im September 2021 beim Polnischen Filmfestival Gdynia seine Premiere feierte und hier mit dem Goldenen Löwen ausgezeichnet wurde. In der Filmbiografie spielt Dawid Ogrodnik den zeitgenössischen polnischen Künstler, Bildhauer und LGBTQ-Aktivisten Daniel Rycharski. 

## Handlung
Der schwule Künstler Daniel lebt in Polen und muss seine Beziehung mit Olek im Verborgenen leben. Als ein Mädchen in seinem Dorf Selbstmord begeht, will er für sie eine Gedenkfeier organisieren, doch er stößt bei den Bewohnern auf Widerstand. Daniel hofft, dass man in der Kunstszene der Großstadt anders und offener auf seine Pläne reagiert.

## Biografisches
Daniel Rycharski, dessen Geschichte der Film erzählt, ist ein in Polen tätiger Bildhauer und LGBTQ-Aktivist. Seine Haupttätigkeit sind künstlerische Aktionen im ländlichen Raum, so ist er Schöpfer ländlicher Straßenkunst. Er wuchs selbst auf dem Land auf und war stark in die 
Aktivitäten der katholischen Kirche eingebunden. Rycharski wurde 1986 in Sierpiec in Masowien geboren und lebt und arbeitet heute in Kurówko und Krakau. Von 2005 bis 2009 studierte er Grafikdesign an der Fakultät für Kunst der Pädagogischen Universität Krakau, wo er heute am Lehrstuhl für Multimedia unterrichtet. Seit 2010 ist Rycharski Doktorand im interdisziplinären Atelier von Zbigniew Sałaj und Grzegorz Sztwiertnia an der Akademie der Bildenden Künste in Krakau. Während seines Studiums gründete Rycharski zusammen mit Sławomir Shuty eine Künstlergruppe. Im Jahr 2016 wurde er mit dem Paszporty-Polityki-Preis ausgezeichnet.
Im Jahr 2018 stellte Rycharski auf einem Feld bei Kurówko, einem Dorf in der Woiwodschaft Masowien im nordöstlichen Polen, sein Projekt „Strachy“ (Polnisch für „Vogelscheuchen“ oder „Befürchtungen“) aus. Es bestand aus bunt bemalten lateinischen, gleichschenklig-griechischen sowie russisch-orthodoxen Holzkreuzen, die teils mit Stacheldraht umwickelt waren. Die darin integrierten bunten Kleidungsstücke gehörten Personen mit homosexueller Orientierung, die diskriminiert wurden.

## Produktion

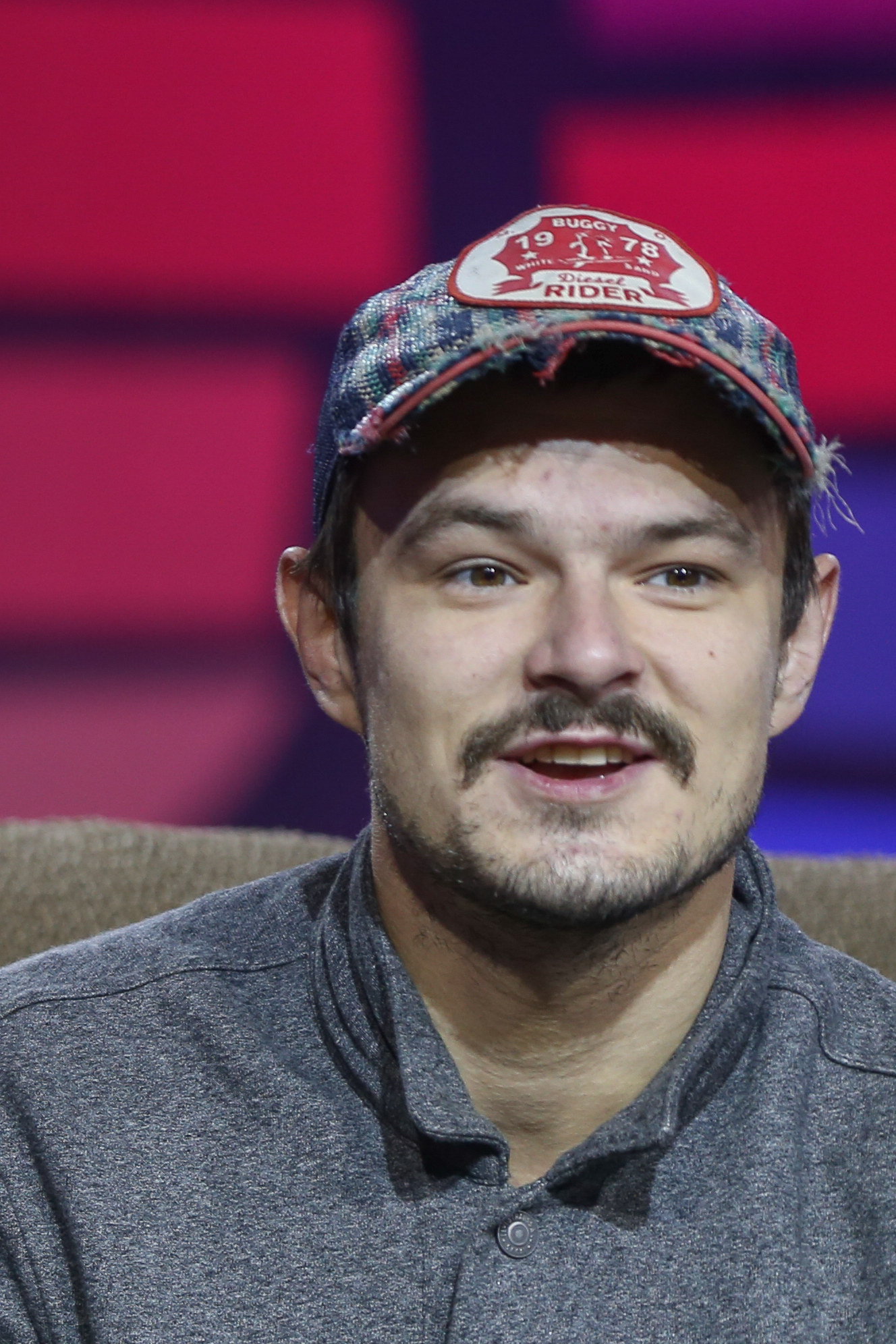
Dawid Ogrodnik spielt Daniel Rycharski

Regie führten Łukasz Gutt und Łukasz Ronduda. Gutt ist Absolvent der Fakultät für Rundfunk und Fernsehen der Schlesischen Universität in Katowice (derzeit Krzysztof Kieślowski Film School der Schlesischen Universität in Katowice) und des EKRAN-Programms an der Wajda School. Sein Filmdebüt als Kameramann, Ki von Leszek Dawid aus dem Jahr 2011, erhielt zahlreiche Auszeichnungen und Nominierungen, unter anderem beim Polnischen Filmfest und bei Camerimage. Er war auch als Drehbuchautor für In hidden, Jeziorak, Kamerdyner und Performer und Heart of Love tätig, für die er mit Ronduda zusammenarbeitete. Ronduda, der gemeinsam mit Produzentin Katarzyna Sarnowska und Michał Oleszczyk auch das Drehbuch schrieb, ist Kunsthistoriker, Absolvent des Regie- und Drehbuchprogramms an der Wajda School, entwickelte sich zu einem Experten für Experimentalfilm und ist Initiator des Filmoteka Muzeum-Projekts im Museum of Modern Art in Warschau. Als Regisseur und Drehbuchautor des Films Performer wurde Ronduda auf der Berlinale 2015 mit dem Think: Film Award ausgezeichnet.
Dawid Ogrodnik spielt in der Hauptrolle Daniel Rycharski, Maria Maj seine Großmutter und Andrzej Chyra seinen Vater. Agata Łabno spielt die 17-jährige Jagoda, die Selbstmord begeht. In weiteren Rollen zu sehen sind Karolina Bruchnicka, Jowita Budnik, Jacek Poniedzialek, Oskar Rybaczek und Piotr Trojan.
Der Film erhielt vom Polnischen Filminstitut eine Förderung in Höhe von 1,7 Millionen Złoty / PLN. Gedreht wurde der Film im Herbst 2020, so im Oktober des Jahres in der Region Suwałki. Gutt fungierte bei dem Film auch als Kameramann.
Im Juli 2021 wurde der Film in Cannes beim Marché du Film vorgestellt. Die Premiere erfolgte am 23. September 2021 beim Polnischen Filmfestival Gdynia. Dort wurden Gutt und Ronduda mit dem Goldenen Löwen ausgezeichnet. Am 5. November 2021 kam der Film in die polnischen Kinos. Im Oktober 2022 wird er bei CinEast gezeigt.

## Auszeichnungen
Kozzi Krafftówna Łomnicki Film and Theater Festival 2022
- Auszeichnung mit dem Preis der Jugendjury[11]

Polnisches Filmfestival Gdynia 2021
- Auszeichnung mit dem Goldenen Löwen im Hauptwettbewerb (Łukasz Gutt, Łukasz Ronduda, Jakub Kosma und Katarzyna Sarnowska)
- Auszeichnung für die Beste Kamera (Łukasz Gutt)
- Auszeichnung mit dem Journalistenpreis (Łukasz Gutt und Łukasz Ronduda)
- Auszeichnung mit dem Don Quijote (Łukasz Gutt und Łukasz Ronduda)[12][13]

Polnischer Filmpreis 2022
- Auszeichnung als Entdeckung des Jahres (Łukasz Gutt und Łukasz Ronduda)